# Farewell Summer
Farewell Summer è il primo EP del rapper statunitense Joell Ortiz, pubblicato il 10 settembre 2010 dall'etichetta discografica DefDigital.

## Tracce
1. Intro – 0:13
2. Murder – 2:47
3. Battle Cry – 4:47
4. Sing Like Bilal (feat. Sheek Louch) – 2:02
5. So Wrong (feat. Talib Kweli, Brother Ali, Jean Grae) – 4:52
6. Farewell Summer – 4:10